# Алумнипортал Германия
Алумнипортал Германия (на немски: Alumniportal Deutschland) е общественополезна уебстраница за свързване в мрежа на всички „германски алумни“ (т.е. учил в Германия) по света.
Създадена е през септември 2008 г. в Германия. Германски алумни са всички, които са следвали, специализирали или работили в Германия или в немска организация, завършили са езиков курс по немски език или просто са пребивавали в страната. Ползването на Alumniportal Deutschland е безплатно. Проектът се осъществява от пет германски организации, работещи в областта на международното сътрудничество. Порталът се финансира от Федералното министерство за икономическо сътрудничество и развитие.

## Цели и задачи
Чрез сайта германските алумни могат да изградят или задълбочат контактите си както с други алумни, така и с немски институции, университети, предприятия и организации. Порталът предлага трудова борса, информации за специализации и мероприятия на германски организации в чужбина, рубрика „Немски език“, както и социална мрежа с голяма общност от потребители. Алумнипорталът е отворен за всички бивши студенти, специализанти и работници в Германия, независимо дали са пребивавали в Германия като стипендианти на някоя организация или са финансирали престоя си сами. Благодарение на голямата мрежа от контакти, регистрираните организации могат да осъществяват по-добра връзка със своите алумни. Освен това в мрежата се подчертава потенциала за икономическо сътрудничество със завършилите образование или специализация в Германия. Както те, така и фирмите могат да намират в портала сътрудници, експерти и партньори за сътрудничество и кооперация.

## Възникване и история
Работата с алумни става обикновено в рамките на отделните организации за подпомагане на следване или специализация в Германия. По груба преценка обаче около 80% от чуждестранните абсолвенти са се финансирали сами (free mover), това се изчислява на около 14 000 души на година. Установяването на контакт с тях ставаше трудно и с разточително търсене.
На този фон е създаден Алумнипортал Германия. Той е единственият портал от този вид, който обединява работата на германските организации с алумни и представя на едно място многостранната компетентност и потенциал на германските възпитаници – за тях самите, за подпомагащите ги организации и за всички други немски организации по света, които се нуждаят от партньори и сътрудници.
Понастоящем в страницата са се регистрирали повече от 35.000 потребители от 184 страни (данните са към 30 август 2011 г.).

## Структура
В центъра на портала е онлайн общността. За използването на Community е необходима регистрация, която е безплатна. В социалната мрежа алумните могат да изграждат и поддържат контакти с други алумни или с организации и фирми. Потребителят има възможност да си създаде собствен блог в рамките на портала. Освен с функциите на социална мрежа Alumniportal Deutschland разполага и с достъпна без регистрация информационна зона, където се предлагат множество информации, в това число трудова борса, календар на мероприятия и рубрика немски език, предложения за образование и допълнителна квалификация в различни специалности. Фирми и институции могат да обявяват свободни работни места и проекти в базата данни или публикуват информация за техни мероприятия.
Алумнипортал Германия се предлага в две версии: на немски и на английски език. Езикът за комуникация в Community е по избор на потребителите.

## Спомоществователи и партньори
Алумнипортал Германия е конципиран като интердисциплинарно и надорганизационно начинание. Кооперационният проект се изпълнява от пет организации в областта на международното сътрудничество:
- Alexander von Humboldt-Stiftung (AvH)
- Centrum für internationale Migration und Entwicklung (CIM)
- Deutsche Gesellschaft für internationale Arbeit
- Deutscher Akademischer Austauschdienst (DAAD)
- Goethe-Institut

Повече от десет „стратегически партньори“ подкрепят проекта, между които Министерството на външните работи на ФРГ, Министерството на образованието и науката на ФРГ, различни политически фондации като Фондация Фридрих Еберт, Фондация Конрад Аденауер и Фондация Хайнрих Бьол.

## България в Alumniportal Deutschland
От септември 2010 в Алумнипортал Германия има и група за български алумни. Групата е достъпна само за регистрирани в портала потребители. В нея седмично се публикуват интересни информации за стипендии, работни места, мероприятия, както и дискусионни теми от различни области на живота. Всеки член на групата може да разкаже за опита, който е събрал в Германия, да публикува нови теми или да инициира дискусии по зададени от него въпроси. Групата е отворена и за хора от целия свят, които познават или са посетили България и се интересуват от българската култура, политика и спорт.